# Koszewniki
Koszewniki (biał. Кашэўнікі, ros. Кошевники) – wieś na Białorusi, w obwodzie grodzieńskim, w rejonie grodzieńskim, w sielsowiecie Kopciówka, nad Niemnem. Sąsiadują z Grodnem.
Dawniej wieś i uroczysko. W dwudziestoleciu międzywojennym wieś leżała w Polsce, w województwie białostockim, w powiecie grodzieńskim, w gminie Hornica.
Według Powszechnego Spisu Ludności z 1921 roku wieś zamieszkiwało 245 osób, 194 było wyznania rzymskokatolickiego, 50 prawosławnego a 1 mojżeszowego. Jednocześnie 230 mieszkańców zadeklarował polską przynależność narodową, a 15 białoruską. Było tu 50 budynków mieszkalnych.